# Beggiatoa
Il genere Beggiatoa comprende batteri in grado di vivere in ambienti ricchi di zolfo. Prende il nome dal medico e botanico italiano Francesco Secondo Beggiato.